# ジェイムズ・セドン
ジェイムズ・アレクサンダー・セドン（James Alexander Seddon, 1815年7月13日 - 1880年8月19日）は、アメリカ合衆国の弁護士、政治家。イギリスの初代スターリング伯爵ウィリアム・アレクサンダーの末裔であり、民主党員としてアメリカ合衆国下院議員を2期4年務めた。南北戦争中はジェファーソン・デイヴィス連合国大統領の下で1862年から1865年まで第4代アメリカ連合国陸軍長官を務めた。

## 生涯
1815年7月13日、セドンはバージニア州ファルマスにおいて、トマス・セドン (Thomas Seddon, 1776-1831) とスーザン・ピアソン・アレクサンダー (Susan Pearson Alexander, 1785-1845) の息子として誕生した。セドンは個人教師の下で教育を受け、バージニア大学で学んだ。そして1835年にバージニア大学法学大学院を修了した。セドンは1838年に弁護士として認可を受け、リッチモンドで弁護士業を開業した。セドンは弁護士として成功を収めた。セドンは1845年12月23日にリッチモンドの聖パウロ教会でサラ・ブルース (Sarah Bruce, 1822-1882) と結婚し、リッチモンドの中心部で暮らした。
セドンは民主党に所属し、1844年にバージニア州第6選挙区からアメリカ合衆国下院議員に選出された。セドンはは1845年3月4日から1847年3月3日まで下院議員を務めた。セドンは1846年の下院議員選挙には健康的な理由により出馬を辞退したが、1848年の下院議員選挙で再選を果たし、1849年3月4日から1851年3月3日まで再び合衆国下院議員を務めた。セドンは1850年の下院議員選挙において、再び健康的理由により出馬を辞退した。セドンは1856年の民主党全国大会にバージニア州代表として出席した。セドンは連邦体制の維持を巡り、ワシントン平和会議にバージニア州代表として参加した。だが最終的にバージニア州は連邦を離脱した。
アメリカ連合国結成後、セドンはアメリカ連合国臨時議会にバージニア州代表として参加した。セドンはジェファーソン・デイヴィス連合国大統領から1862年11月21日に陸軍長官として指名を受けた。セドンは外交的スキルの高さとデイヴィスとの個人的関係、そして反デイヴィスの官僚・将校に対する取り扱いの上手さから、2年以上にわたって陸軍長官を務め続けた。しかしながら連合国の経済情勢が悪化すると、議会からの批判の矛先はセドンにも向かうようになった。そして1865年2月5日、セドンはデイヴィス大統領の慰留にもかかわらず、陸軍長官を辞任した。
セドンは1865年5月23日にジョージア州サバンナ近郊のプラスキ要塞において、ジョン・キャンベル、ロバート・ハンター、ジョージ・トレンホルムらとともにアメリカ合衆国軍に拘束された。セドンは1865年11月23日に釈放後、バージニア州グーチランド郡の地所「サボットヒル」に隠居した。そして1880年8月19日、セドンはそこで死去した。セドンの遺体はバージニア州リッチモンドのハリウッド墓地に埋葬された。